# Kwas acetonodikarboksylowy
Kwas acetonodikarboksylowy – organiczny związek chemiczny z grupy dikarboksylowych ketokwasów.